# Scopula nephotropa
Scopula nephotropa là một loài bướm đêm trong họ Geometridae.